# Daniel Prévot
Pour les articles homonymes, voir Prévot.
Daniel Prévot, né le 7 avril 1940 à Rouceux (Vosges) et mort le 12 février 2016 à Vandœuvre-lès-Nancy (Meurthe-et-Moselle), est un statisticien, spéléologue et lichénologue français.

## Biographie
Né le 7 avril 1940 de Jean Prévot et Paulette Rapenne à Rouceux dans les Vosges, il est pupille de la Nation à la suite du décès de son père cheminot en 1946. Il connaît alors les colonies de vacances proposées par la compagnie des chemins de fer. Il devient chef de troupe aux Éclaireurs de France puis instructeur dans les camps de vacances en montagne. Il se passionne alors pour les progrès de l'exploration du monde souterrain et se lance dans la spéléologie.
Intéressé également à la botanique par un de ses professeurs du lycée de Neufchâteau, il poursuit néanmoins des études de mathématiques à la faculté des sciences de Nancy. Ayant obtenu une licence ès-sciences en mathématiques en 1964, il effectue un stage au service Recherche opérationnelle de la Sollac en 1966 puis au Centre national de la recherche scientifique comme Calculateur stagiaire en 1967 et obtient un D.E.A. de mathématiques appliquées la même année. Embauché en 1968 comme assistant « Statistique » au département Informatique de l'I.U.T. de Nancy, il soutient une thèse de spécialité en mathématiques appliquées sur l'erreur relative de troncature d'ordre λ sur des opérations élémentaires en 1969. Il est alors nommé maître assistant à la faculté des lettres et sciences humaines de l'université de Nancy en 1970. Dans les années 1980, il dirige notamment l'U.F.R. Mathématiques et informatique de l'université de Nancy 2, et est à l'origine de la création du DEUG « Mathématiques, informatique et statistiques appliquées aux sciences humaines et sociales » (MISASHS) et de la MIAGE en Lorraine. Le 3 octobre 1982, il est présent, avec d'autres comme Bernard Legras, Jean-Paul Haton, Danièle Marchand, Marie-Claude Portmann, Jean-Pierre Thomesse ou Gilles Tissier, à la fête organisée par l'Association amicale des anciens du centre de calcul (3A2C) pour le départ à la retraite de Jean Legras. Dans les années 1990, il fait partie du groupe de recherches sur la correspondance d'Henri Poincaré. Maître de conférences hors classe, il est fait chevalier de l'ordre des Palmes académiques par décret du 28 juillet 2006.
Pris par son service national de novembre 1964 à février 1966 au 34e régiment du génie de Sarrebourg, il apprend la manipulation et l'utilisation des explosifs. Réserviste avec le grade militaire de sergent, il obtient le Brevet d'arme no 1 du Génie option Sapeur-mineur en septembre 1968.
À la retraite, il revient au monde végétal et au monde si particulier des champignons et des lichens en devenant membre de la Société lorraine de mycologie (S.L.M.) sise dans les murs de la faculté de pharmacie de Nancy. Il donne plusieurs conférences sur les lichens, et publie un ouvrage sur la lichénologie par l'intermédiaire de la S.L.M.
Le 29 novembre 2012, il est élu au comité directeur de l'Office municipal des sports de Nancy et responsable de la commission des sports de nature, postes qu'il occupait encore au moment de son décès.
Au vu des liens forts qu'il avait avec le Spéléodrome de Nancy, M. François Werner, maire de Villers-lès-Nancy, a accepté que ses cendres reposent au cimetière communal.

## Activités spéléologiques
Dès 1953, il commence à explorer seul les petites grottes proches de Neufchâteau où il habite, et réalise ses premières topographies comme le trou du Hatro à Rouceux en 1958 qu'il publiera cinq ans plus tard dans Le P'tit Minou no 47 (bulletin du Groupe spéléo-préhistorique vosgien – G.S.P.V. – d'Épinal). Au printemps 1957, lors d'un stage de formation de chef de troupe des Éclaireuses éclaireurs de France, au chalet des Amis de la nature à Maron, il explore seul et redécouvre les grottes du Géant (Gondreville), de Sainte-Reine et des Puits (Pierre-la-Treiche). L'année suivante, il devient responsable de l'activité spéléologique au clan Éclaireurs de France de Neufchâteau.
À la suite d'une rencontre fortuite au restaurant universitaire de Nancy en octobre 1960, il se lie d'amitié avec Marc Durand et Claude Chapuis, membres du G.S.P.V., qui parlent de spéléologie ; Daniel Prévot adhère alors au G.S.P.V. Durant l'année 1961, ils rencontrent d'autres jeunes intéressés par la spéléologie (Christian Barbier, Jean Jacobey, Daniel Lehmuller, Daniel Ploquin et Pierre Schmidt) et, en juin 1961, Marc, Claude et Daniel Prévot font partie de l'encadrement du stage pour les élèves-maîtres de 1re année des Écoles normales de Mirecourt et Nancy organisé par le G.S.P.V. dans le réseau de Débain. Ces huit jeunes gens décident alors de fonder le premier club de spéléologie de Nancy : ce sera l'Union spéléologique autonome de Nancy (USAN). Daniel Prévot est alors responsable de la section centrale de Nancy. En 1962, un premier camp mixte USAN-G.S.P.V. d'exploration et d'étude est organisé au réseau de Débain à Sans-Vallois auquel il participe activement.
Il met les connaissances acquises pendant son service national au 34e régiment du génie à l'œuvre comme artificier pour des désobstructions souterraines et publie des articles conséquents sur la préparation et l'utilisation d'explosifs en spéléologie.

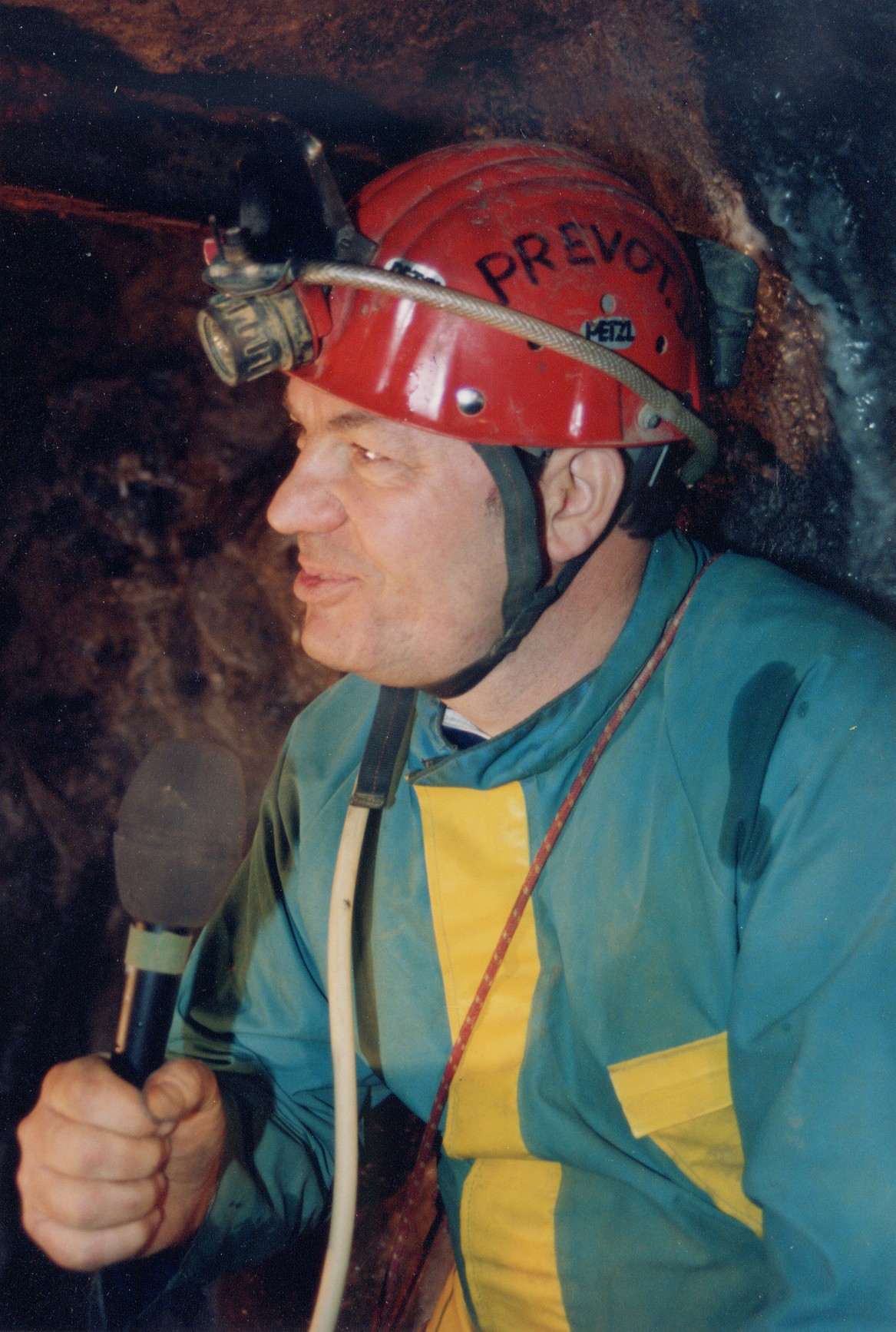
Interview de Daniel Prévot lors du journal télévisé de FR3 Lorraine en direct du fond du Spéléodrome de Nancy le 30 novembre 1991 lors de l'inauguration de celui-ci à l'occasion du trentenaire de l'USAN

En 1966, des dissensions apparaissant au sein de l'USAN, Daniel Prévot quitte le club avec d'autres pour fonder le Cercle lorrain de recherches spéléologiques (C.L.R.S.) dont la première présidence revient à Guy Vaucel. Daniel Prévot fait partie des équipes lorraines qui se lancent dans des travaux d'exploration dans le Haut-Aragon en 1970 et 1971 (12e et 13e campagne spéléologique lorraine en Haut-Aragon). Il est d'ailleurs le premier à descendre le puits de 100 m du trou Souffleur en 1971,,. Cette même année il passe son monitorat fédéral à Font d'Urle, puis quitte le C.L.R.S. notamment à la suite d'un désaccord lors de travaux de désobstruction avec les membres du club dans le réseau de l'Aroffe souterraine au trou du Fond de la Souche (Harmonville) qu'il avait (re)découvert avec son épouse Éliane le 21 février 1971,. En septembre 1972, il fonde le Club nancéien de spéléologie – Groupe des amis des gouffres (C.N.S.-GAG) avec lequel il invente notamment le gouffre de La Chenau II à Trépot.
Finalement, le 11 décembre 1980, il relance l'USAN moribonde avec son épouse Éliane, son fils Christophe, et ses amis Pierre Fève (trésorier) et Patrick Libert (secrétaire). Il en sera alors président jusqu'à l'A.G. de janvier 2016. En une trentaine d'années, il en a fait l'un des plus gros clubs de spéléologie de France, le faisant passer de cinq membres en 1981 à 97 licenciés en 2012. Dès la reprise, l'USAN se lance dans une démarche d'ouverture au grand public avec de nombreuses animations de découverte du milieu souterrain auprès d'écoles, collèges, lycées, centre de vacances..., mais aussi lors de grandes opérations « porte-ouverte » comme la journée Spéléo pour tous lancée en 1992 (aujourd'hui incluse dans le cadre des J.N.S.C.) au cours desquelles 2 800 personnes ont découvert la spéléologie durant ses 24 éditions, la Journée du patrimoine souterrain en 2002 qui totalise 850 visiteurs en 14 éditions, et tant d'autres animations et manifestations, ponctuelles ou non. La spéléologie d'exploration est évidemment présente puisque l'USAN organise ou participe à des expéditions à l'étranger (Argentine, Espagne, Indonésie, Maroc, Vietnam), mène des travaux d'exploration et de topographie en Lorraine, essentiellement à Pierre-la-Treiche ou Savonnières-en-Perthois où Daniel Prévot fournit un long et gros travail pour réaliser un plan des cheminements principaux pour accéder aux gouffres dans la carrière souterraine du village, ainsi que dans le Doubs ou en Haute-Savoie.
Convaincu très tôt de l'importance de la force de la fédération nationale, il fait la promotion de la F.F.S., ce qui va à l'encontre de la politique régionaliste menée par la Fédération régionale de spéléologie (Férés) créée le 30 janvier 1963. C'est alors une période d'une dizaine d'années de conflits entre les deux fédérations. Petit à petit il convainc l'ensemble des spéléologues lorrains et alsaciens de rejoindre la F.F.S. ce qui conduit en 1971 à un compromis entre les deux fédérations avec la création du Comité régional de spéléologie d'Alsace et de Lorraine (C.R.S.A.L.) dont il est le président-fondateur en mai 1973. Il le préside jusqu'en 1978, année où la région Alsace fonde son propre C.S.R. et où le C.R.S.A.L. devient la Ligue spéléologique lorraine (LISPEL) qu'il dirige jusqu'en 1996. Les Lorrains restant néanmoins toujours animés par un souffle d'autonomie, il obtient de la F.F.S. que la LISPEL soit, avec la région Rhône-Alpes, l'une des deux premières régions fédérales décentralisées en 1982.

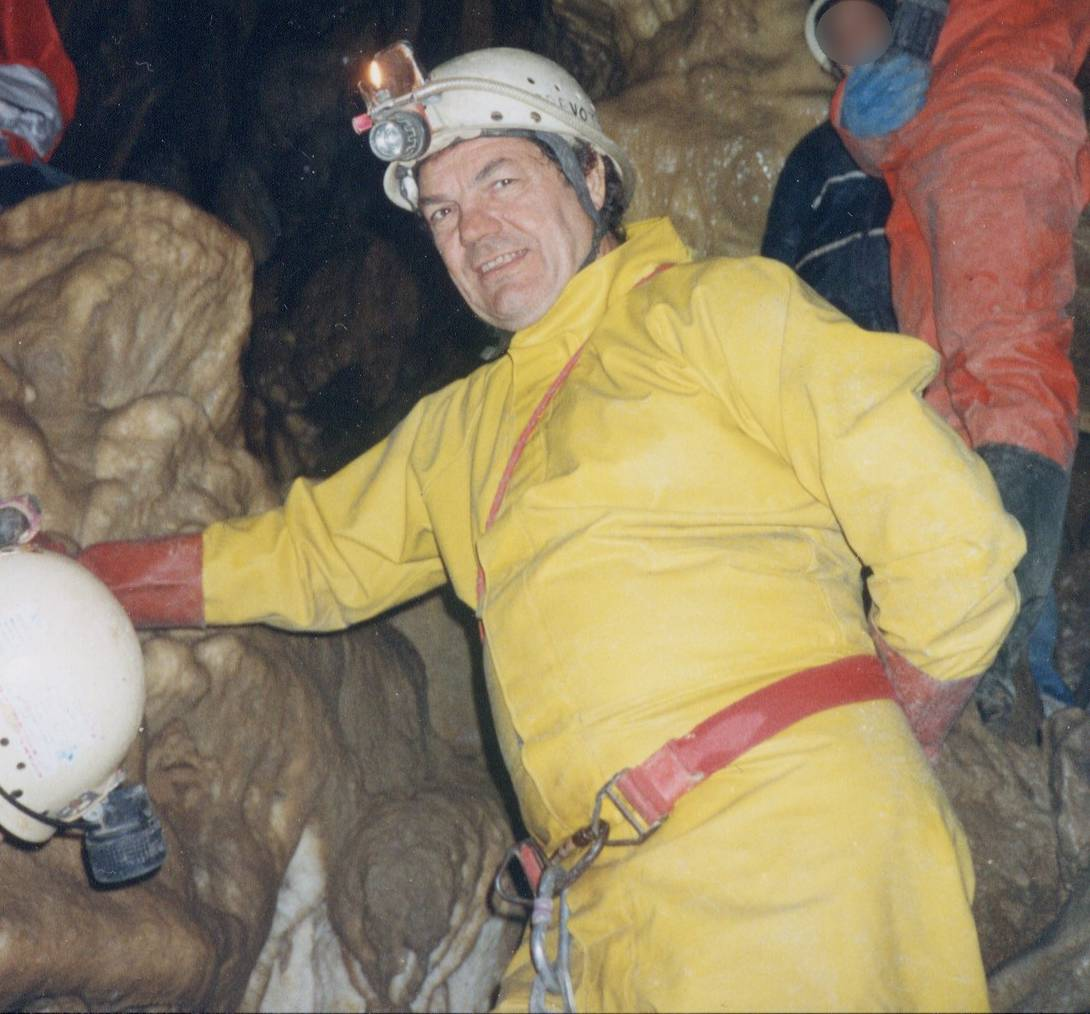
Daniel Prévot avec un groupe de jeunes lors d'une sortie découverte dans la grotte-diaclase d'Audun-le-Tiche en 1995.

De 1972 à 1983, il est membre du conseil fédéral en tant que délégué régional d'Alsace-Lorraine puis de Lorraine. À l'occasion des réunions du conseil, il fait la connaissance de nombreux spéléologues de toute la France avec lesquels il organise çà et là des camps, des stages, etc. En 1984-1985 il dirige le comité d'organisation du XVIe congrès national de spéléologie qui se tient à Saint-Nicolas-de-Port en mai 1985 et auquel sont appuyés trois colloques scientifiques (archéologie, biospéologie et karstologie) sur les sites des universités de Metz et de Nancy.
Il s'intéresse aussi fortement à la protection du patrimoine souterrain et organisait depuis une dizaine d'années des campagnes de nettoyage dans les carrières souterraines de Savonnières-en-Perthois, les grottes de Pierre-la-Treiche et le Spéléodrome de Nancy. Il est d'ailleurs l'inventeur du terme de Spéléodrome qui fut utilisé la première fois lors de l'inauguration de celui de Nancy en 1991 en présence notamment de Damien Delanghe, président de la F.F.S. Depuis, ce terme a été repris par le Comité départemental de spéléologie de Seine-Saint-Denis (C.D.S. 93) pour le Spéléodrome de Rosny-sous-Bois, puis par le C.D.S. 95 pour celui de Méry-sur-Oise.
Nancy étant une ville universitaire, accueillant notamment la prestigieuse École nationale supérieure de géologie, de nombreux étudiants issus du territoire national, mais aussi de l'étranger, viennent poursuivre ou approfondir leurs études à Nancy ; certains d'entre eux adhérèrent à l'USAN. Ainsi, Daniel Prévot établit des contacts avec des spéléologues à travers le monde entier. À la suite de la venue d'Oscar Carubelli, géologue argentin membre de l'USAN en 1985-1986, ils organisent ensemble la première expédition franco-argentine de spéléologie en 1987 dont les résultats sont, encore aujourd'hui, majeurs pour l'Argentine ; Daniel Prévot organisera à nouveau une expédition en Argentine en 1989 afin d'effectuer des repérages et mesures en lien avec l'expédition de 1987. De même, à la suite de la venue d'Hassan Izouakane, étudiant géographe marocain membre de l'USAN en 1990 et auteur d'un mémoire de D.E.A. sur le réseau du Rupt-du-Puits, il organise une expédition au Maroc durant l'été 1990.
En 1989, il est coopté pour rejoindre l'Association nationale des anciens responsables de la F.F.S. (ANAR-F.F.S.). En 2007 il organise son rassemblement annuel en Lorraine, année où il en devient vice-président jusqu'à son décès. Depuis mai 2001 il présidait également l'Association pour l'animation de la maison lorraine de la spéléologie (A.A.M.L.S.), association de gestion de la Maison lorraine de la spéléologie, gîte spéléo situé en plein cœur du karst meusien et centre d'animation et de découverte de la spéléologie pour des groupes.
Enfin, en 2013-2014, il est le maître de stage de Jennifer Champin pour son mémoire de 1re année de Master de géographie, mention Paysage patrimoine et environnement, intitulé Étude et inventaire du patrimoine des carrières souterraines de Savonnières-en-Perthois dans le département de la Meuse (55).

## Distinctions
- 2017 : membre d'honneur de l'Union spéléologique de l'agglomération nancéienne à titre posthume[20]
- 2014 : membre d'honneur de la Fédération française de spéléologie[21],[22]
- 2009 : médaille d'or du Comité régional olympique et sportif de Lorraine (A.G. du 12 mars 2009)[23],[24]
- 2006 :  Chevalier de l'ordre des Palmes académiques (décret du 28 juillet 2006)
- 2004 :  Médaille de la jeunesse, des sports et de l'engagement associatif, argent (promotion du 1er janvier 2004)[25]
- 2001 : médaille d'or de l'Office municipal des sports de Nancy[26]
- 1975 :  Médaille de la jeunesse, des sports et de l'engagement associatif, bronze[27]

## Publications
Abréviations :
- A.S.E. : Association spéléologique de l'Est à Vesoul
- F.F.S. : Fédération française de spéléologie à Paris puis Lyon
- Hadès : Hadès - Les cahiers spéléologiques de Lorraine, bulletin du Cercle lorrain de recherches spéléologiques (C.L.R.S.) à Lunéville
- L.P.M. : Le P'tit Minou, bulletin du Groupe spéléo-préhistorique vosgien (G.S.P.V.) à Épinal
- L.P.U. : Le P'tit Usania[28]  (ISSN 1292-5950), bulletin mensuel de l'Union spéléologique de l'agglomération nancéienne (USAN) à Nancy
- L.I. : LISPEL-Info[29]  (ISSN 2104-8703), feuille de liaison de la Ligue spéléologique lorraine (LISPEL) à Nancy puis Tomblaine
- S.L. : Spéléo L[30]  (ISSN 0758-3974), bulletin du Comité régional de spéléologie d'Alsace et de Lorraine (C.R.S.A.L.) à Nancy, puis de la Ligue spéléologique lorraine (LISPEL) à Nancy puis Tomblaine, et enfin de la Ligue Grand Est de spéléologie à Tomblaine